# Mistrovství Evropy v plaveckých sportech 1927
Mistrovství Evropy v plaveckých sportech za rok 1927 proběhlo v Bologni, Itálie ve dnech 31. srpna až 5. září 1927.
Soutěže
- Plavání
- Skoky do vody
- Vodní pólo